# Færøsk litteratur
Grundlaget for den færøske litteratur blev skabt af V.U. Hammershaimb (1819-1909), som fastslog det færøske skriftsprog. Færøerne har siden udviklet stolte traditioner inden for børne- og voksenlitteratur. 

## Mundtlig overlevering og indsamling af færøske kvæder (kvæði) i 1800-tallet
Før færinger fik eget skriftsprog, var der en mundtlig tradition bl.a. for at fortælle historier (sagnir) og at synge lange kvad (folkeviser). Kvadene kunne både være på færøsk og dansk, traditionen lever endnu. Der bruges ikke instrumenter til den færøske dans, kun stemmen bruges, når der synges kvæder. Engang i første halvdel af det 19. århundrede rejste forskellige lærde rundt omkring på øerne og indsamlede kvæder og andet materiale, som før det blev skrevet ned, kun kendtes som mundtlig overlevering fra generation til generation. Det blev skrevet ned først med lydskift, senere med det nye færøske skriftsprog. Jens Christian Svabo (1746-1824) var en af de første, som indsamlede færøske kvæder, optegnelserne findes endnu, men blev ikke udgivet dengang. Omkring 1831 udgav Svend Grundtvig og Jørgen Bloch flere samlinger med færøske folkeviser (kvæði), bl.a. Sandoyarbók, som er sunget af Johannes Clemensen fra Sandø. Udgaven af Føroya kvæði : corpus carminum Færoensium (CCF), som Svend Grundtvig og Jørgen Bloch samlede i 1800-tallet fik stor betydning for færøsk litteratur.  De færøske kvad gennem århundrede findes her i 7 bind, og derved er CCF en vigtig del af den færøske kulturarv. Den store samling af færøske folkeviser blev udgivet samlet i bogform i perioden 1951-96 af Kristian Matras og Napoleon Djurhuus. Der blev også digtet nye færøske kvad i 1800-tallet, bl.a. af Jens Christian Djurhuus, (Ormurin Langi), Joen Danielsen (bedre kendt som Kvívíks-Jógvan) digtede bl.a. Kópakvæði.

## Moderne litteratur
De første digte, som blev skrevet på færøsk og ikke var beregnet til færøsk dans men enten til at læse eller synge, blev skrevet af færøske studerende, som boede i København fra 1876 samt af færinger bosat på Færøerne. Digtene eller sangene blev udgivet i 1892 i bogen "Føriskar vysur". Derudover udkom færøske digte også i færøske tidsskfter og aviser som f.eks. i Føringatíðindi. Disse første færøske digte blev ofte skrevet til allerede eksisterende nordiske melodier. Det var først i starten af det 20. århundrede, at færinger begyndte at komponerer deres egne melodier til digtene. Kristin í Geil (1877-1935) grundlagde i 1901 bladet Tingakrossur, som i starten blev skrevet på dansk men senere på færøsk, flere færøske forfattere debuterede i bladet. Den første færøske roman udkom først som føljeton i Tingakrossur, og så udkom den som bog i 1909. Romanen kaldes Bábelstornið og var skrevet af Regin í Líð (pseudonym for højskolemanden Rasmus Rasmussen).
- Janus Djurhuus' (1881-1948) digtning prægede mange af hans efterfølgere, han udgav Færøernes første færøsk-sprogede digtsamling i 1914. Hans bror Hans Andrias Djurhuus (1882-1951) er kendt for sine fædrelandssange og børnesange, som stadig synges i nutiden.

- Poul F. Joensen (1898-1970) er bl.a. kendt for sine satiriske digte og kærlighedsdigte, som Hanus G. Johansen har komponeret melodier til og udgivet på CD, først kom Gaman og álvara i 1988, og i 2012 udgav han albummet Á fold eru túsund gudar, som er Poul F. Joensen's digtsamlinger. Sangene er blevet meget populære og synges også ved festlige lejligheder. Poul F. fik Mentanarvirðisløn M. A. Jacobsens i 1963. Han udgav Færøernes anden digtsamling på færøsk i 1924, Gaman og álvara.[3]

- Súsanna Helena Patursson, der døde i 1916 som 52-årig, efterlod sig de færøske kvinders første egen litteratur på modersmålet.

- Den berømte færøske forfatter William Heinesen  (1900-1991) var en af sin tids betydeligste dansksprogede færøske forfattere, både med sine romaner, noveller og digte. Blandt hans kendteste romaner er De fortabte spillemænd (1950) og Det gode håb fra 1964, som han fik Nordisk Råds litteraturpris for i 1965.

- Den første færøsksprogede forfatter, der blev oversat til mange andre sprog, var Heinesens gode ven Heðin Brú.

- Jørgen-Frantz Jacobsen (1900-1938) gik 1934 i gang med sit livsværk – den historiske roman Barbara. Romanen der var skrevet på dansk og udkom året efter hans død, opnåede fra første færd berømmelse og blev oversat til mange sprog.

- Jens Pauli Heinesen (1932-2011) er den hidtil mest produktive færøske forfatter. Han skrev 16 romaner, modtog Færøernes litteraturpris fire gange og Færøernes Kulturpris en gang.

- Jógvan Isaksen (f. 1950) er den mest kendte og mest produktive færøske krimiforfatter, hans første krimi var Blíð er summarnátt á Føroyalandi (Blid er den færøske sommernat), som udkom på færøsk i 1990 og på dansk i 1991. Bogen var den anden færøske krimi. Fra 2008 til 2012 udgav han en krimi om året, og disse har ofte været blandt de mest solgte skønlitterære bøger på Færøerne, specielt i december. Han er lektor ved Københavns Universitet og har bl.a. udgivet bogen Færøsk litteratur (1993). Isaksen er også aktiv indenfor forlagsvirksomhed, han er leder af Mentunargrunnur Studentafelagsins, som har udgivet en stor del af alle færøske bøger, som er udkommet på Færøerne af færøske forfattere.[4] Han har to gange modtaget Færøernes litteraturpris og en gang Færøernes hæderspris.

## Børnelitteratur
Følgende forfattere har gjort sig bemærket inden for den færøske børnelitteratur:
- Steinbjørn B. Jacobsen (1937 - 2012) var folkeskolelærer, forfatter og poet fra Sandvík, men boede hele sit voksne liv i Tórshavn. Jacobsen udgav både børne - og voksenlitteratur, men mest børnelitteratur, i alt 20 børnebøger blev det til. Den første af Jacobsens børnebøger var Hønan og hanin (Hønen og hanen), der udkom i 1970 på færøsk og i 1976 på norsk. Hin snjóhvíti kettlingurin (Den snehvide kattekilling) udkom på færøsk i 1971 og på svensk i 1974. Hin reyða ryssan (Den røde hoppe) udkom på færøsk i 1979 og på norsk året efter. Der blev udgivet yderligere to bøger om den røde hoppe, og begge blev oversat til norsk og udgivet i Norge. Vár og mánin udkom sammen med oversættelser på norsk og svensk i 1989. Steinbjørn B. Jacobsen fik Barnamentanarheiðursløn Tórshavnar býráðs (Tórshavns byråds børnekulturpris) to gange, første gang i 1976 og anden gang i 1985.[5]
- Ebba Hentze (1930-) er opvokset i Tvøroyri, men har boet det meste af sit voksne liv i København og Tórshavn. Hentzes forfatterskab er på dansk og færøsk og har også oversat en hel del færøsk litteratur til dansk samt litteratur fra flere øvrige sprog. Mest kendt af Hentzes børnebøger er bøgerne om Antonia. Hentze har modtaget 3 færøske kulturpriser: Barnamentanarheiðursløn Tórshavnar býráðs, Mentanarvirðisløn Landsins i 2001 og 2008 og Færøernes litteraturpris i 2006.
- Sólrún Michelsen (f. 1948) har skrevet børnelitteratur siden 1974, da hun debuterede med børnebogen Argjafrensar. Hun modtog Tórshavn Byråds Børnekulturpris i 2002 og Færøernes litteraturpris i 2008. I 2004 var hendes digtsamling Loppugras nomineret til Vestnordisk Råds Børne- og Ungdomslitteraturpris.
- Rakel Helmsdal (f. 1966) har udgivet flere børnebøger, bl.a. Tey kalla meg bara Hugo (De kalder mig bare Hugo) som udkom i 1995, som den første af flere bøger om Hugo. I 1996 udgav hun Søgur úr Port Janua (Historier fra Port Janua), som er fantasy fortællinger om et opdigtet sted, hvor alt muligt kan ske. I 2004 udkom Nei! segði lítla skrímsl, som var den første af flere bøger om den lille trold. Hun har skrevet bøgerne sammen med to andre forfattere og kunstnere fra andre nordiske lande (Island og Sverige). Hun har fået tildelt flere priser (færøske og islandske) for nogle af børnebøgerne. Hun har også skrevt digte, noveller og skuespil for voksne, men er mest kendt for børnebøgerne.
- Bárður Oskarsson (f. 1972) har både skrevet og illustreret flere børnebøger, bl.a. den prisbelønnede En hund, en kat og en mus (originaltittel: Ein hundur ein ketta og ein mús). Bogen udkom i 2004 på færøsk, i 2006 på fransk og i 2008 på dansk. Han har to gange vundet den tyske litteraturpris White Raven (2006 og 2013).[6] Bogen En hund, en kat og en mus vandt Vestnordisk Råds Børne- og Ungdomslitteraturpris i 2006.

### Børnebladet Barnablaðið
Færøernes ældste børneblad, Barnablaðið, stiftet i 1928, blev ledet af følgende børnebogsforfattere gennem bladet første tre år:
- Jacob Olsen (1904-1994); medstifter af det færøske børneblad Barnablaðið sammen med Sámal Johansen i år 1928.[7] Olsens forfatterskab er blandt andet: Regin i Mín jólabók (Regin, printet i Min Julebog), 1951; Símun og flúgvimaskinan i Mín jólabók (Min Julebog), 1953; Nú breddar, 1964 og Høgni og Gunnar i 'Sig mær eina søgu 1', 1971.[8]

- Sámal Johansen (1899-1991); medstifter af det færøske børneblad Barnablaðið sammen med Jacob Olsen i år 1928.[7] Johansen modtog M.A. Jacobsens Heiðursløn (Færøernes litteraturpris) i 1975.[9][10]

- Martin Joensen (1902-1966); var redaktør sammen Jacob Olsen ved det færøske børneblad Barnablaðið i perioden 1930-1931.[7] Joensens forfatterskab er blandt andet: Fiskimenn (roman), 1946; Útrák (noveller), 1949; Tað lýsir á landi (roman), 1952; Klokkan ringir (børne- og ungdomshistorier), 1962; Heimadoktarin (noveller), 1977; Gamli maðurin og varðin (noveller), 1977.[11]